# رياض قرفالي
رياض قرفالي (يدوّن باسم أستروبال) هو ناشط ومدوّن ومحام وأستاذ جامعي تونسي. أسس بالاشتراك مع المدون سامي بن غربية مدونة نواة.

## الجوائز
- جائزة مواطن النت (Net-Citoyen)، مراسلون بلا حدود، 2011

## وصلات خارجية
- المدونة الرسمية نسخة محفوظة 26 سبتمبر 2016 على موقع واي باك مشين.
- مدونة نواة